# Wet van Steno
De wet van Steno is een wet uit de kristallografie, die stelt dat de hoeken van een kristal altijd gelijk zijn, hoewel de zijden en vlakken van het kristal kunnen verschillen. Deze wet werd in 1669 ontdekt door en is genoemd naar Nicolaus Steno. Kristallen van dezelfde soort kunnen volgens de wet van Steno wel verschillen in vorm, grootte en verhoudingen, maar de hoeken zijn altijd hetzelfde. De ontdekking van deze regel maakte het onderzoek naar kristalstructuur mogelijk en het is dankzij deze regel mogelijk verschillende mineralen van elkaar te onderscheiden.

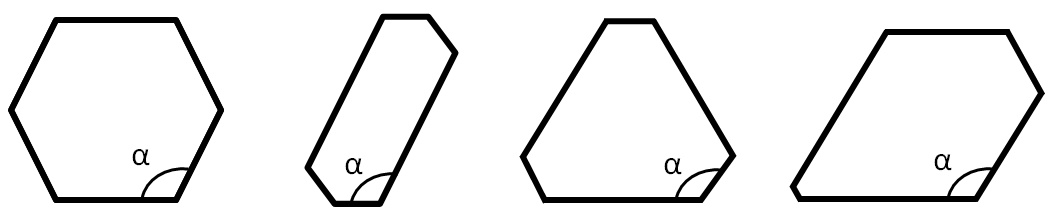
Illustratie van de wet van Steno: de vier kristallen zijn zeshoekig, maar verschillen in de lengte van hun kristalvlakken. De grootte van de vier aangeduide hoeken is steeds gelijk, namelijk 120°.

Het hangt van de habitus van het kristal af hoe het er op macroscopische schaal uitziet. De habitus is bepaald door de snelheid waarmee een kristal in de verschillende roosterrichtingen groeit. Steno heeft nog drie principes gevonden, de drie wetten van Steno, met betrekking tot de stratigrafie, die dus op macroscopische schaal gelden.

## Websites
- Encyclopædia Britannica. Steno’s law.